# Feins-en-Gâtinais
Feins-en-Gâtinais település Franciaországban, Loiret megyében. Lakosainak száma 30 fő (2022. január 1.). Feins-en-Gâtinais Dammarie-sur-Loing, Adon, Escrignelles és Rogny-les-Sept-Écluses községekkel határos.

## Népesség
A település népességének változása:
| Lakosok száma | 111  | 63   | 59   | 49   | 41   | 38   | 35   | 33   | 32   | 30   |
|               | 1968 | 1982 | 1990 | 2006 | 2013 | 2015 | 2017 | 2019 | 2020 | 2022 |